# Begraafplaats van Aalst

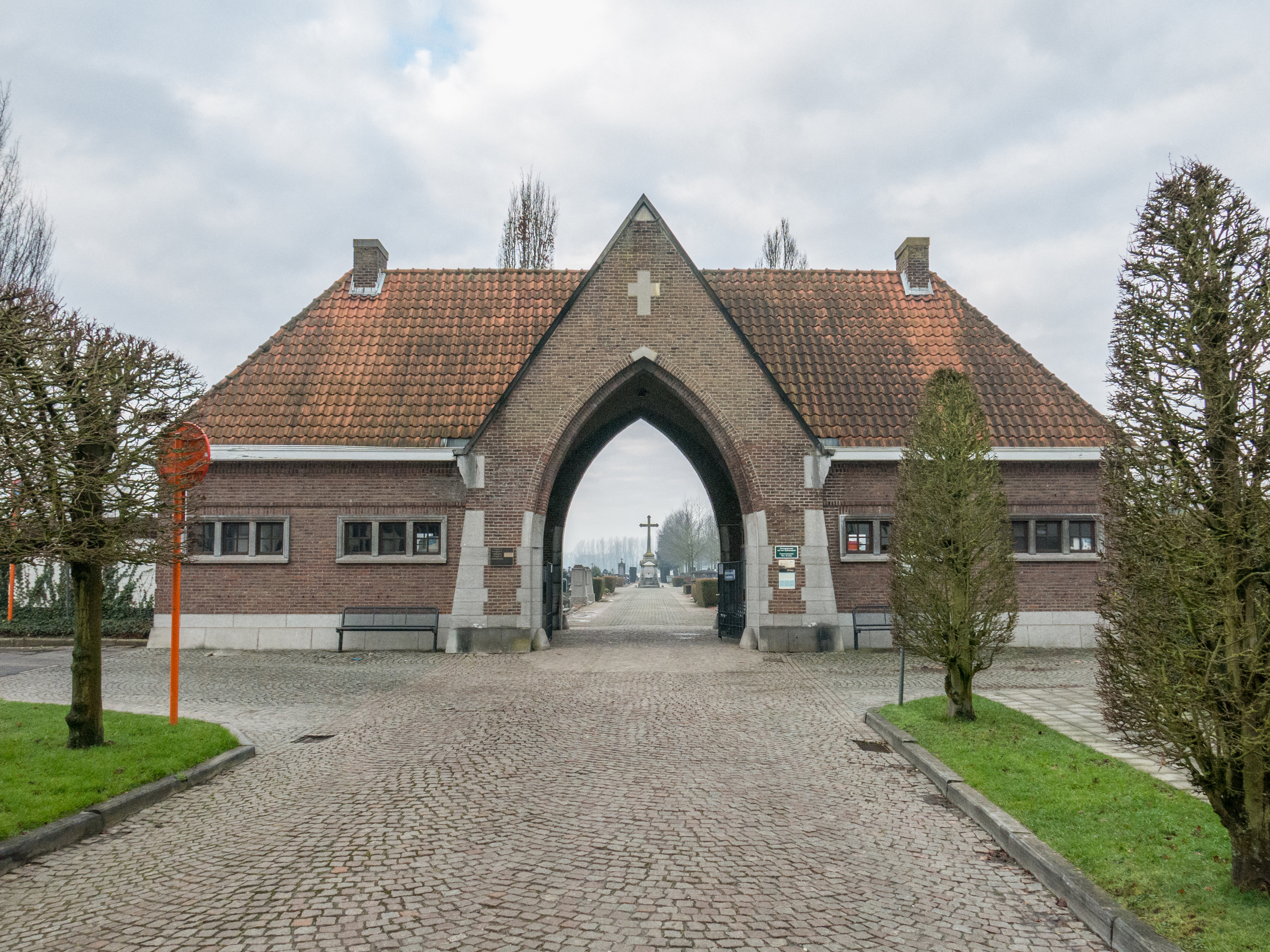
De toegang tot de begraafplaats in 2015

De Begraafplaats van Aalst is een gemeentelijke begraafplaats in de Belgische stad Aalst. Ze ligt ongeveer 1.150 m ten zuidwesten van het stadscentrum. Er bevindt zich een perk met 30 burgerslachtoffers uit de Eerste Wereldoorlog.

## Oorlogsgraven

### Belgische militaire graven
Vooraan links op de begraafplaats bevindt zich een perk met 48 graven van gesneuvelde Belgische militairen en politieke gevangenen uit de Tweede Wereldoorlog.

### Britse militaire graven
In hetzelfde perk als de Belgische slachtoffers liggen 5 Britten en 1 Australiër die eveneens sneuvelden tijdens de Tweede Wereldoorlog. Opmerkelijk is dat hun grafzerken van hetzelfde type zijn als deze die gebruikt werden voor de Belgische militairen, en niet de zo bekende witte stenen zerken. Hun graven staan bij de Commonwealth War Graves Commission geregistreerd onder Aalst Communal Cemetery.

### Duitse militaire graven
Tijdens de Eerste Wereldoorlog werden hier ook Duitse militairen begraven. In de jaren '50 van de twintigste eeuw werden zo’n 290 Duitse gesneuvelden naar het Deutscher Soldatenfriedhof in Vladslo overgebracht.

### Bijzondere graven
- Aeneas Francis Quinton Perkins, kolonel bij de Royal Engineers werd onderscheiden met het Military Cross (MC).[3]
- Er ligt ook een Franse gesneuvelde uit de Eerste Wereldoorlog: Joseph Pierre Marie Duchesne (Doulon, 9 jan. 1893 - Diksmuide, 25 okt. 1914), matroos 2e klasse monteur[4] der Fusiliers marins.